# Фолклор ТВ
„Фолклор ТВ“ е музикален телевизионен канал за българска народна музика. Първа и единствена национална фолклорна телевизия, която представя българска фолклорна музика, песни, танци и изпълнители от всичките етнографски области в страната. Представят се ансамблите – „Филип Кутев“, „Пирин“, „Гоце Делчев“, „Найден Киров“, редом с доайените от „Мистерията на българските гласове“ и популярни изпълнители като Николина Чакърдъкова, Гуна Иванова, Володя Стоянов, Райко Кирилов. Телевизията е собственост на певицата Николина Чакърдъкова.

## История
Телевизията стартира на 2 октомври 2006 г., като излъчва чрез спътник и по кабел. В следващите години „Фолклор ТВ“ започва да продуцира и произвежда документални поредици: „Душата на българина“, „Фолклорните области на България“, „Звуци и картини от България“, „Легендите са живи, „Гласовете на България“, филми на различна тематика, поздравителни концерти и актуални предавания като „Между нас казано“.
През декември 2012 г. кабелният оператор „Близу“ еднолично спира излъчването на Фолклор ТВ в голяма част от мрежата си, като оставя 200 000 абонати без достъп до канала.
През март 2013 г. телевизията е изцяло оборудвана с дигитална техника и започва излъчва с Full HD резолюция. От 9 юни до 1 ноември 2016 г. програмата на „Фолклор ТВ“ се разпространява ефирно в цифров мултиплекс 1 с национално покритие, а след декември 2016 г. в регионалния мултиплекс за София – MUX-12 на 27-ми канал.